# Autostrada A15 (Włochy)
Autostrada A15 (wł. Autocamionale della Cisa) – płatna autostrada w północnych Włoszech łącząca Parmę z portowym miastem La Spezia nad Morzem Liguryjskim. Koncepcja budowy trasy powstała w latach 50 XX wieku. Arteria miała stanowić alternatywę dla Autostrady A7. W związku z górskim terenem (Apeniny Toskańskie) szosa biegnie szeregiem tuneli i estakad. Punktem kulminacyjnym trasy jest ok. 2 kilometrowy tunel pod Przełęczą Cisa (wł. Passo della Cisa). Magistrala jest częścią drogi europejskiej E33. Wzdłuż autostrady biegnie alternatywna, bezpłatna, droga krajowa 62. Do 31 grudnia 2050 roku autostradą zarządzać będzie spółka „Autocamionale della Cisa”.